# Boli Bi Assamoa Michel
Boli Bi Assamoa Michel Emmanuel (né le 25 juin 2003) est un taekwondoïste handisport ivoirien. Il concourt dans la catégorie K44 des moins 63 kg puis dans celle des moins de 70 kg hommes. Il représente la Côte d'Ivoire à des compétitions africaines et mondiales. En 2022, il est médaillé d'or à l'African Open et médaillé de bronze aux Championnats d'Afrique de Para-taekwondo. En 2024, il participe pour la première fois aux Jeux paralympiques d'été à Paris.

## Biographie

### Origine
Boli Bi Assamoa Michel Emmanuel est né le 25 juin 2003 en Côte d'Ivoire avec un handicap physique du haut du corps. 

### Carrière sportive
Boli Bi débute dans la catégorie K44 des moins de 63 kg hommes. En 2022, il participe aux Championnats d'Afrique de Para-taekwondo au Niger et remporte une médaille de bronze. La même année, il est médaillé d'or à l'Open d'Égypte. 
En 2023, à Veracruz, il prend part aux Championnats du monde paralympiques. Il perd son combat en huitième de finale à face à son adversaire Mongol Ganbat Bolor-Erdene au score de 7 à 37.
Au début de l'année 2024, dans la catégorie K44 des moins de 70 kg, Michel remporte une médaille de bronze au Tournoi de Qualification Africaine pour les paralympiques à Dakar et se qualifie aux XVIIes Jeux paralympiques d'été,. 
Le 30 août 2024, aux Jeux paralympiques d'été à Paris, il perd son combat aux huitièmes de finale face à son adversaire le cubain Suarez Walker Michel Ernesto au score de 17 à 18 et termine à la 9e place.

## Palmarès

### Championnats d'Afrique
- Médaille de bronze aux Championnats d'Afrique de 2022 au Niger[3]

### African Open
- Médaille d'or à l'African Open de 2022 en Égypte[3]

### Tournois continentaux
- Médaille de bronze au Tournoi de Qualification Africaine pour les paralympiques à Dakar[2]